# Shōgi
El shogi (将棋、しょうぎ, shōgi) és un joc de tauler per a dos jugadors, es considera que pertany a la mateixa família que el xiangqi i els escacs occidentals, que van evolucionar del joc persa xatranj, descendent al seu torn de l'indi xaturanga.
Degut a això, i per la semblança amb els escacs és comú d'anomenar-lo escacs japonesos.
Per a facilitar-ne l'aprenentatge a occident s'hi han canviat els noms de les peces pels dels escacs, i se n'han creat d'altres que no són als escacs, com "llancer" o traduït d'altres com "General d'or" o "General de plata".

## Regles

### Objectiu
Guanya el jugador que aconsegueix capturar el rei del contrincant.
El rei contrari pot ser capturat sense la necessitat de dir escac u ōte 王手 en japonès. Del mateix mode, no cal dir escac i mat o tsumi 詰み.

### Material
Es juga amb un tauler de 9 files per 9 columnes. El jugador que comença el joc se li anomena　Sente （せんて) 先手, i està representat per una icona de color negre. L'altre jugador se li anomena Gote (ごて) 後手, i la seva icona té el color blanc.
Cada jugador disposa de 20 peces iguals a les de l'altre jugador. Es diferencien les peces d'un jugador de les de l'altre per la direcció que assenyalen sobre el taulell. El motiu d'això és que un cop es captura una peça del contrincant, es pot utilitzar juntament amb les teves altres peces. Passen a dir-se peces a la mà, i són posades al komadai 駒大 (こまだい). Gastant un torn en invocar-les al taulell, en comptes de fer un moviment amb una de les peces ja sobre aquest.
Algunes peces estan retolades per ambdues cares perquè, en promocionar-les, se'ls hi dona la volta per mostrar l'altre ideograma, que identifica que la peça ha estat promocionada. Perdent en la majoria dels casos el seu poder de moviment, i passant a moure com el general d'or.
Excepte el Kaku (alfil) i la Hisha (torre), que no perden el seu rang de moviment i guanyen el poder moure una casella en qualsevol direcció
Les 20 peces són les següents:
- 1 Rei （Shoguns; 玉 / 王) se situen al centre de la primera filera [horitzontal] més propera al jugador).
- 2 Generals d'Or (金) a cada costat del Rei.
- 2 Generals de Plata (銀) als costats del's Ors.
- 2 Cavallers (桂) als dos costats dels Generals de Plata.
- 2 Llancers (香) seguit del Cavallers, als extrems del taulell.
- 1 Alfil (角) a la segona filera d'amunt del cavaller de l'esquerra.
- 1 Torre (飛) a la segona filera d'amunt del cavaller de la dreta.
- 9 Peons (步) en la tercera filera.

Abaix una gràfica de com quedarien disposades les peces en un joc sense avantatge.
| 香 | 桂 | 銀 | 金 | 王 | 金 | 銀 | 桂 | 香 |
| ■  | 飛 | ■  | ■  | ■  | ■  | ■  | 角 | ■  |
| 步 | 步 | 步 | 步 | 步 | 步 | 步 | 步 | 步 |
| ■  | ■  | ■  | ■  | ■  | ■  | ■  | ■  | ■  |
| ■  | ■  | ■  | ■  | ■  | ■  | ■  | ■  | ■  |
| ■  | ■  | ■  | ■  | ■  | ■  | ■  | ■  | ■  |
| 步 | 步 | 步 | 步 | 步 | 步 | 步 | 步 | 步 |
| ■  | 角 | ■  | ■  | ■  | ■  | ■  | 飛 | ■  |
| 香 | 桂 | 銀 | 金 | 玉 | 金 | 銀 | 桂 | 香 |

Per abreviar, als Generals d'Or i de Plata se'ls anomena simplement "Or(s)" i "Plata(s)" respectivament.

### Peces i moviment
| ○ | ○  | ○ |
| ○ | 王 | ○ |
| ○ | ○  | ○ |

| ○ | ○  | ○ |
| ○ | 玉 | ○ |
| ○ | ○  | ○ |

|   | ｜ |   |
| ― | 飛 | ― |
|   | ｜ |   |

| ○ | ｜ | ○ |
| ― | 龍 | ― |
| ○ | ｜ | ○ |

| ＼ |    | ／ |
|    | 角 |    |
| ／ |    | ＼ |

| ＼ | ○  | ／ |
| ○  | 馬 | ○  |
| ／ | ○  | ＼ |

| ○ | ○  | ○ |
| ○ | 金 | ○ |
|   | ○  |   |

| ○ | ○  | ○ |
|   | 銀 |   |
| ○ |    | ○ |

| ○ | ○  | ○ |
| ○ | 全 | ○ |
|   | ○  |   |

| ☆ |    | ☆ |
|   |    |   |
|   | 桂 |   |

| ○ | ○  | ○ |
| ○ | 圭 | ○ |
|   | ○  |   |

|   | ｜ |   |
| ■ | 香 | ■ |
|   |    |   |

| ○ | ○  | ○ |
| ○ | 杏 | ○ |
|   | ○  |   |

|   | ○  |   |
| ■ | 歩 | ■ |
|   |    |   |

| ○ | ○  | ○ |
| ○ | と | ○ |
|   | ○  |   |